# Epilobium komarovii
Epilobium komarovii là một loài thực vật có hoa trong họ Anh thảo chiều. Loài này được Ovcz. mô tả khoa học đầu tiên năm 1980.